# العلاقات الجنوب إفريقية البيلاروسية
العلاقات الجنوب أفريقية البيلاروسية هي العلاقات الثنائية التي تجمع بين جنوب أفريقيا وروسيا البيضاء.

## مقارنة بين البلدين
هذه مقارنة عامة ومرجعية للدولتين:
| وجه المقارنة                                              | جنوب أفريقيا | روسيا البيضاء                    |
| --------------------------------------------------------- | --- | -------------------------------- |
| المساحة (كم2)                                             | 1.22 مليون | 207.60 ألف                       |
| عدد السكان (نسمة)                                         | 57.73 مليون | 9.50 مليون                       |
| الكثافة السكانية (ن./كم²)                                 | 47.32 | 45.76                            |
| العاصمة                                                   | بريتوريا، بلومفونتين، كيب تاون | مينسك                            |
| اللغة الرسمية                                             | لغة إنجليزية، اللغة الأفريقانية، اللغة النديبلي الجنوبية، اللغة السوثو الشمالية، اللغة السوتية، لغة سوازي، اللغة التسونجا، اللغة التسوانية، اللغة الفيندية، اللغة الكوسية، اللغة الزولوية | اللغة البيلاروسية، اللغة الروسية |
| العملة                                                    | راند جنوب أفريقي | روبل بلاروسي                     |
| الناتج المحلي الإجمالي (بليون دولار)                      | 349.42 مليار | 54.44 مليار                      |
| الناتج المحلي الإجمالي (تعادل القوة الشرائية) بليون دولار | 725.91 مليار | 168.35 مليار                     |
| الناتج المحلي الإجمالي الاسمي للفرد دولار أمريكي          | 5.72 ألف | 5.74 ألف                         |
| الناتج المحلي الإجمالي للفرد دولار أمريكي                 | 13.05 ألف | 18.18 ألف                        |
| مؤشر التنمية البشرية                                      | 0.666 | 0.798                            |
| رمز المكالمات الدولي                                      | +27 | +375                             |
| رمز الإنترنت                                              | .za | .by، .бел                        |
| المنطقة الزمنية                                           | ت ع م+02:00، أفريقيا/جوهانسبرغ ‏ | ت ع م+03:00                      |

## منظمات دولية مشتركة
يشترك البلدان في عضوية مجموعة من المنظمات الدولية، منها:
| علم المنظمة | اسم المنظمة                        | تاريخ انضمام جنوب أفريقيا | تاريخ انضمام روسيا البيضاء |
| ----------- | ---------------------------------- | ------------------------- | -------------------------- |
|             | مؤسسة التمويل الدولية              | 3 أبريل 1957              | 2 نوفمبر 1992              |
|             | منظمة حظر الأسلحة الكيميائية       | ?                         | ?                          |
|             | الأمم المتحدة                      | 7 نوفمبر 1945             | 24 أكتوبر 1945             |
|             | الاتحاد الدولي للاتصالات           | 1910                      | 7 مايو 1947                |
|             | منظمة الشرطة الجنائية الدولية      | ?                         | ?                          |
|             | البنك الدولي للإنشاء والتعمير      | 27 ديسمبر 1945            | 10 يوليو 1992              |
|             | الاتحاد البريدي العالمي            | ?                         | ?                          |
|             | وكالة ضمان الاستثمار متعدد الأطراف | 10 مارس 1994              | 3 ديسمبر 1992              |
|             | يونسكو                             | 4 نوفمبر 1946             | 12 مايو 1954               |
|             | مجموعة الموردين النوويين           | ?                         | ?                          |

## وصلات خارجية
- موقع وزارة الخارجية الجنوب أفريقية
- موقع وزارة الخارجية البيلاروسية